# Girefontaine
Girefontaine település Franciaországban, Haute-Saône megyében. Lakosainak száma 32 fő (2022. január 1.). Girefontaine Betoncourt-Saint-Pancras, Anjeux, Dampvalley-Saint-Pancras, Jasney, Mailleroncourt-Saint-Pancras és Melincourt községekkel határos.

## Népesség
A település népességének változása:
| Lakosok száma | 44   | 39   | 38   | 37   | 36   | 35   | 34   | 33   | 32   |
|               | 2013 | 2015 | 2016 | 2017 | 2018 | 2019 | 2020 | 2021 | 2022 |